# Цоттер, Герхард
Герхард Цоттер (нем. Gerhard Zotter; род. 24 апреля 1941) — австрийский дзюдоист, чемпион (1961, 1962) и серебряный призёр (1960) первенств Австрии среди юниоров, чемпион (1965, 1966) и бронзовый призёр (1962) призёр чемпионатов Австрии, бронзовый призёр чемпионата Европы 1963 года в Женеве, участник летних Олимпийских игр 1964 года в Токио. Выступал в лёгкой (до 68 кг) и средней (до 80 кг) весовых категориях.
На Олимпиаде француз на групповой стадии победил филиппинца Винсента Уэмацу, мексиканца Рене Арредондо, аргентинца Оскара Карпенкопфа и пробился в финальную часть соревнований, где проиграл швейцарцу Эрику Хенни и выбыл из борьбы, заняв итоговое 5-е место.